# Ксенотрансплантация
Ксенотрансплантация (др.-греч. ξένος «чужой» + трансплантация), или межвидовая трансплантация, — трансплантация органов, тканей и/или клеточных органоидов от организма одного биологического вида в организм или его часть другого биологического вида.

## История
Концепция создания новых животных за счет соединения фрагментов и органов различных животных широко представлена в древней мифологии. Например, дух-хранитель из шумеро-аккадской мифологии шеду (ламассу) изображался в виде существа с телом быка или льва, с орлиными крыльями и человеческой головой. В греческой мифологии описывались химеры в виде огнедышащего чудовища с головой и шеей льва, туловищем козы и хвостом в виде змеи. В индуизме бог Ганеша (сын бога Шивы) получил голову слона после того, как бог Шива нечаянно разорвал его голову. Основоположник ксенотрансплантации Кит Реемтсма отмечал, что, возможно, одним из самых ранних примеров ксенотрансплантации была попытка Дедала и его сына Икара лететь через море с Крита на материковую Грецию с помощью крыльев птицы, прикрепленной к их оружию.
Первой, описанной в литературе попыткой ксенотрансплантации человеку, является будто бы имевший место факт пересадки кости собаки для закрытия дефекта черепа русского солдата, был описан голландским хирургом в Хобом Янсзуно Ван Меекереном в 1682 году. Кость якобы приросла, но солдату пришлось удалить её, так как ему отказывали в церковных таинствах. Достоверность данного факта вызывает существенные сомнения. Ксенотрансфузия крови знает более достоверные попытки. Первую достоверную попытку перелить кровь овцы человеку предприняли одновременно Ричард Лоуэр в Англии и Жан-Батист Дени во Франции. Обе оказались безуспешными. Из-за неудовлетворительных результатов ксеногемотрансфузия была запрещена в течение многих лет.
В XIX веке совершались неоднократные попытки выполнения кожной ксенотрансплантации свободным лоскутом либо лоскутом на питающей ножке. Трансплантация на питающей ножке кожи овцы, например, требовала фиксации донора и реципиента одним лоскутом в течение нескольких дней. Совершались попытки использовать в качестве доноров кожи лягушек, овец, кроликов, собак, кошек, крыс, кур и голубей. Кожу трансплантировали с волосами, перьями, мехом. Кожная пластика оказывалась порой эффективной, так как ксенотрансплантат механически укрывал раневую поверхность без какого-либо приживления к ней.
В 1838 году была выполнена первая ксенотрансплантация роговицы от свиньи человеку Хара и Купером. Первая аллотрансплантация роговицы была выполнена только через 65 лет в 1905. Несколько лет спустя Сергей Воронов, российский эмигрант, работающий в Париже, разработал концепцию пересадки гормонпродуцирующих клеток. Основной интерес Воронова заключался в том, чтобы омолаживать пожилых людей. Он провел значительное количество пересадок яичек шимпанзе мужчинам. Воронов рассекал яичко донора и размещал фрагменты в яичке реципиента. Несмотря на сомнительный характер этой методики, вероятнее всего, из-за психологического эффекта мужчины отмечали улучшение потенции и омолаживающий эффект. Авантюрными воспринимаются труды одиозного Джона Бринкли, пересаживавшего мужчинам яички козлов для повышения их половой функции.
В 1960-х годах Кит Реемтсма в Тулейнском университете в Луизиане предположил, что почки приматов могут быть использованы в лечении почечной недостаточности у людей. В то время хронический гемодиализ ещё не проводили, а трансплантацию почек людей не выполняли. Ксенотрансплантация почек являлась реальной альтернативой смерти. Кит Реемтсма выбрал шимпанзе в качестве источника органов из-за его тесной эволюционной связи с людьми. Он осуществил 13 двойных пересадок почки шимпанзе человеку. Большинство выполненных им трансплантаций закончилось неудачно в сроки от 4 до 8 недель в результате либо острого отторжения, либо инфекционных осложнений. Тем не менее, один из пациентов Реемтсма жил в течение 9 месяцев, вернулся к работе школьным учителем. Концепция использования приматов в качестве доноров почки была поддержана несколькими хирургами, в частности, отцом современной трансплантации Томасом Старзлом в Колорадо, который использовал обезьян в качестве доноров. Его результаты были похожи на таковые у Реемтсма, за исключением того, что Старзл не достиг сколько-нибудь долгосрочного выживания.
Джеймс Харди в 1964 году планировал выполнить первую трансплантацию сердца и предполагал использовать шимпанзе в качестве потенциальных доноров на случай, если посмертный донор окажется непригодным. В качестве реципиента расценивался крайне тяжелый пациент с распространенным атеросклерозом после ампутации конечностей. В связи с внезапной смертью донора Харди был вынужден выполнить пересадку сердца от шимпанзе. Сердце оказалось недостаточного размера для поддержания адекватной гемодинамики даже в течение нескольких часов. Шведская группа во главе с Карлом Гротом предприняла первую попытку трансплантации свиных островковых клеток поджелудочной железы больным сахарным диабетом в 1993 году. Хотя свиной C-пептид был обнаружен в крови некоторых пациентов, указывая, что некоторые островки выжили, клинический результат оставался неудовлетворительным.
В 1984 году была проведена пересадка сердца бабуина новорожденной Фэй. Сердце бабуина было использовано из-за того, что не было времени, чтобы найти подходящее человеческое сердце. Предполагалось впоследствии заменить его на человеческое, однако через 21 день девочка умерла.
В октябре 2021 года в США (медицинский центр Langone Health при Нью-Йоркском университете) провели пересадку человеку почки, взятой у генетически модифицированной свиньи: на тот момент это была наиболее сложная операция такого рода в истории. Однако у пациента затем наступила смерть головного мозга.
В январе 2022 года в США (медицинский центр Университета Мэриленда) была проведена первая в мире экспериментальная операция, в ходе которой 57-летнему Дэвиду Беннету было пересажено генетически модифицированное сердце свиньи. Врачи сочли невозможным пересадку этому пациенту человеческого сердца. Беннетт умер через два месяца в Медицинском центре Университета Мэриленда в Балтиморе, штат Мэриленд, 8 марта 2022 года в возрасте 57 лет
В июле 2023 года хирурги из Института трансплантологии Лангоне при Нью-Йоркском университете провели трансплантацию генетически модифицированных почек свиньи (вместе с тимусом) пациенту с диагнозом смерть мозга, завещавшему своё тело науке. Почки были получены от животного с нокаутным геном для производства сахаров альфа-гал, которые участвуют в иммунном ответе млекопитающих. Чтобы гарантировать, что почечная функция поддерживается только почкой свиньи, команда удалила обе почки пациента. Команда сообщила, ксенотрансплантация почки прошла успешно, через 32 дня после пребывания в организме человека почка прижиласть и функционирует нормально, об этом свидетельствуют анализы креатинина и еженедельные биопсии. Команда планирует наблюдать за пациентом ещё месяц, ожидая одобрения совета по этике и его семьи. В итоге свиная почка успешно проработала 2 месяца, эксперимент завершили в заранее назначенный день, тело вернули родным.
15 сентября 2023 года в медицинском центре Университета Мэриленда была проведена вторая в мировой истории экспериментальная операция по пересадке генетически модифицированного сердца свиньи человеку. Лоренс Фосетт, которому была произведена пересадка, прожил после неё почти шесть недель. О его смерти сообщили 1 ноября.
16 марта 2024 года в бостонской больнице Massachusetts General живому человеку впервые пересадили свиную почку: 62-летний мужчина Рик Слейман, с давней почечной недостаточностью, организм которого отторг человеческую донорскую почку, получил почку генетически модифицированной свиньи, подготовленную кембриджской компанией eGenesys. В геном свиньи было внесено 69 изменений, направленных на предотвращение отторжения органа и заражения реципиента свиными вирусами. В частности, были удалены три свиных гена, участвующих в выработке сахаров, вызывающих у человека иммунный ответ, и добавлены семь человеческих генов, помогающих предотвратить отторжение. Остальные 59 изменений были направлены на обезвреживание вирусов, встроенных в геном свиньи (хотя при предыдущих пересадках их активация и не наблюдалась — ни у живых людей, ни у клинически мёртвых, ни у других приматов, но некоторые лабораторные эксперименты показывали возможность передачи этих вирусов в случае ослабленной иммунной системы). В публикации от 22 марта сообщается, что, по словам трансплантолога, пациент хорошо восстанавливается. Перед пересадкой человеку органы с такими же генными модификациями пересаживали макакам-крабоедам, и они жили с ними месяцами или годами (при том, что эти модификации были нацелены на обеспечение совместимости с людьми, а не макаками). Через две недели после операции пациент восстановился достаточно, чтобы выписаться из больницы домой, мужчина поблагодарил всех врачей и медсестер, которые заботились о нем и назвал выписку одним из самых счастливых моментов в жизни. Пока неизвестно, приживется ли пересаженный орган в теле пациента. Слейман принимает несколько иммунодепрессантов, и за ним по-прежнему будут внимательно следить с помощью анализов крови и мочи три раза в неделю, а также ему нужно посещать врача дважды в неделю. Дэвид Классен, главный медицинский директор Объединенной сети по обмену органами, отметил, что подобные операции придется ещё повторить на множестве пациентов и провести множество клинических испытаний, прежде чем ксенотрансплантаты станут широко доступными. И хотя еще предстоит проделать большую работу, потенциал этого метода принесет пользу большому числу пациентов когда будет реализован, в одних только США более 550 000 человек страдают почечной недостаточностью, находятся на диализе и нуждаются в пересадке. 12 мая 2024 года, через два месяца после пересадки Ричард «Рик» Слейман умер. В Массачусетской больнице, где наблюдался Слейман, заявили, что нет никаких признаков, того что причиной смерти стала трансплантация почки животного.
В апреле 2024 года хирурги из нью-йоркской клиники NYU Langone Health провели первую комбинированную операцию по трансплантации механического сердечного насоса и генетически отредактированной почки свиньи. Это вторая успешная ксенотрансплантация свиной почки человеку. Пациенткой была 54-летняя женщина с сердечной и почечной недостаточностью, и процедура представляет собой сочетание достижений, демонстрирующих возможности и надежды современной медицины.
В ходе исследования печень от свиньи с шестью генетическими модификациями была пересажена реципиенту с констатированной смертью мозга методом гетеротопической вспомогательной трансплантации. В течение 10 дней после операции ксенотрансплантат оставался функциональным: через 2 часа после реперфузии портальной вены началась выработка желчи, достигшая 66.5 мл к десятому дню. Уровни аланинаминотрансферазы (АЛТ) оставались в норме, а уровни аспартатаминотрансферазы (АСТ), повысившись на первый день, быстро снизились; показатели кровотока в печеночной артерии, портальной и печеночных венах свиньи сохранялись на приемлемом уровне. Гистологический анализ не выявил признаков отторжения ксенотрансплантата до завершения исследования.